# Arenonemertes minutus
Arenonemertes minutus är en djurart som tillhör fylumet slemmaskar, och som beskrevs av Friedrich 1949. Arenonemertes minutus ingår i släktet Arenonemertes och familjen Tetrastemmatidae. Inga underarter finns listade i Catalogue of Life.